# Martino Filetico
Martino Filetico o Filettico (Filettino, 1430 – Ferentino, 1490) è stato un umanista, grecista e letterato italiano.

## Biografia
Nacque a Filettino nel 1430. Studiò a Ferrara dove soggiornò presumibilmente nel periodo tra il 1447 al 1454. Fu precettore ad Urbino ed a Pesaro, insegnante di greco e di retorica latina a Roma e non disdegnò la composizione poetica accostandola all'attività tipografica che in quel tempo era sorta a Roma.  
Si ritirò a Ferentino dove istituì una scuola e dove morì presumibilmente nel 1490, le date di morte e nascita sono ipotetiche, si sa solo che visse sessanta anni per un'iscrizione sepolcrale. Dispose un cospicuo lascito testamentario in favore dell'istruzione dei giovani poveri della città. Fu sepolto nella chiesa di Sant'Antonio Abate in Ferentino, la medesima che aveva ospitato le spoglie di Celestino V.

## Riconoscimenti
A suo nome è intitolato il Liceo Classico e Scientifico Martino Filetico di Ferentino. Il comune di Filettino, suo paese natale, gli ha intitolato la piazza dove è ubicato il municipio.